# Leucippo
Leucippo (Mileto, 460 a.C. – 370 a.C. circa) è stato un filosofo greco antico.

## Biografia
Di una biografia in senso stretto di Leucippo non si può parlare, considerata l'estrema scarsità di notizie attendibili sulla sua figura. Leucippo avrebbe lasciato la sua città dopo la rivoluzione aristocratica del 450 a.C., passando ad Abdera, secondo Diogene Laerzio sarebbe stato allievo dell'eleatico Zenone. Ad Abdera, Leucippo fonda una scuola di filosofia ed ha come allievo principale Democrito. Restano dubbie le sue origini, i suoi viaggi e soprattutto le sue tesi cosmologiche in rapporto a quelle di Democrito. Ma se relativamente ai primi due punti nulla è possibile aggiungere alle scarse fonti disponibili, sul terzo è possibile analizzare e confrontare le fonti, espungere quelle inattendibili, connettere quelle attendibili, fornire risposte credibili alle questioni più intricate.

## Pensiero
La fonte più attendibile su Leucippo resta la più vicina nel tempo, quella di Aristotele, che dista dalla morte di Leucippo non più di un centinaio d'anni, ed è su lui che ci si deve soffermare per avere giudizi presumibilmente abbastanza corretti a dispetto della sua posizione in buona sostanza anti-atomista e da cui, in quanto determinista, prende le distanze già nelle prime pagine della Fisica:
Proseguiamo quindi con la Fisica (IV, 6, 213 a-b) e con le affermazioni seguenti:
Aristotele riconosce che il vuoto esiste e con ciò aderisce, almeno su questo punto, all'ontologia atomistica, ma mostra anche di associare Democrito e Leucippo senza preoccuparsi di una possibile successione temporale tra i due. Ciò significa probabilmente che già a metà del IV secolo a.C. non esistevano più opere atomistiche in circolazione né testimonianze dirette dei loro autori, e perciò che le opere dei due venivano già confuse. E dell'accettazione del vuoto, che è sicuramente l'intuizione più importante di Leucippo, ma anche del fatto che tra i due atomisti vi fosse comunanza temporale abbiamo conferma nella Metafisica (I, A,4, 985 b) quando dice che essi sono “compagni”:
Bisogna arrivare al De generatione et corruptione (I, 8, 324-325) per trovare Leucippo citato da solo, dove Aristotele dice:
Il modo più opportuno per avvicinarci al vero pensiero di Leucippo consiste nel confrontare le testimonianze di Aristotele con le poche altre attendibili relative ai frammenti più o meno estesi attribuiti alla Mégas Diàkosmos (la Grande cosmologia). Di essa abbiamo fortunatamente un lungo frammento raccolto dal grecista e filologo  Hermann Diels che compare con n° di catalogo 289 nei Doxographi Greci del 1897 e al n°  A 24 nei Die Fragmente der Vorsokratiker del 1903 e nelle edizioni successive dell'opera con la collaborazione di Walther Kranz. Esso è il solo del tutto compatibile con ciò che si sa di certo del pensiero di Leucippo, per quanto carente su numerosi aspetti.
Malgrado il linguaggio epico, noi riusciamo a capire chiaramente che il movimento degli atomi è sotto forma di vento, ma che questo vento è provocato dagli atomi stessi, più piccoli e leggeri in ascesa, mentre i più pesanti scendono verso il basso per gravità. Il movimento è perciò un effetto atomico che diventa causa del successivo posizionamento degli atomi nel cosmo:
A parte la chiara ingenuità dell'esposizione ciò che è veramente straordinario è che questo processo e tutta questa fenomenologia cosmica nei suoi vari aspetti, anche se fantasiosi, è completamente priva di ogni elemento trascendentalistico, misterioso, divino. È tutto naturale e materiale senza neppure un cenno a qualcosa di extra materiale.
Gli atomi di Leucippo hanno poi la stessa sostanza, ma questa sostanza è di diverso tipo e da ciò la diversità degli aggregati corporei. Qui Leucippo sembrerebbe non essere poi troppo lontano da Anassagora, perché la diversità potrebbe riferirsi alle qualità dei corpi. Ma il rigoroso criterio fisico posto da Leucippo, ponderale e densimetrico quanto depressivo e compressivo, marca la differenza di visione ontologica tra lui e Anassagora.

## Opere
Tutte le sue opere sono andate perdute, l'unico titolo che conosciamo è La Grande Cosmologia, mentre una citazione che gli è attribuita di uno scritto Dell'Intelletto, è d'incerta attribuzione.

### Edizioni e traduzioni
- Andolfo, Matteo. Atomisti antichi: testimonianze e frammenti, testo greco e traduzione italiana, Milano: Bompiani, 2001.
- Leszl, Walter. I primi atomisti: raccolta dei testi che riguardano Leucippo e Democrito, Firenze: Olschki, 2009.
- I presocratici. Prima traduzione integrale con testi originali a fronte delle testimonianze e dei frammenti di Hermann Diels e Walther Kranz, a cura di Giovanni Reale, Milano: Bompiani, 2006.
- C. C. W. Taylor, The Atomists, Leucippus and Democritus. Fragments, testo greco, traduzione inglese e commento, Toronto: University of Toronto Press, 1999.

### Studi
- Bailey, Cyril. The Greek Atomists and Epicurus, Oxford: Clarendon Press, 1928.
- Gomperz, Theodor. Pensatori greci, vol. I, La Nuova Italia, Firenze 1950. [1893]
- Graham, Daniel. Leucippus' Atomism, in: Patricia Curd & Daniel W. Graham (eds.), The Oxford Handbook of Presocratic Philosophy, Oxford: Oxford University Press, pp. 333–352.
- Eduard Zeller - Rodolfo Mondolfo, La filosofia dei greci nel suo sviluppo storico. Parte I. Vol. 5: Empedocle, atomisti, Anassagora, Firenze: La Nuova Italia 1969.